# Inspektorat Sochaczew Armii Krajowej
Inspektorat Sochaczew AK - struktura terenowa Podokręgu Zachodniego Armii Krajowej. 

## Struktura organizacyjna
Organizacja w 1944:
- Obwód Sochaczew AK
- Obwód Błonie AK
- Obwód Grójec AK

## Inspektorzy
- mjr/ppłk Ludwik Konarski „Victor”